# 5 Astraea
Astrea (formalmente 5 Astraea ovvero 5 Astræa nella prima letteratura scientifica; dal greco Ἀστραῖα, Astraia) è un grande asteroide della fascia principale, con un diametro medio superiore ai 100 km. Fu il quinto asteroide a essere scoperto, l'8 dicembre 1845 da Karl Ludwig Hencke dalla sua città natale di Driesen, in Prussia. Fu così nominato in onore della dea greca della Giustizia, Astrea, su indicazione di Johann Encke.
Astrea si compone di silicati di ferro e magnesio, come gli altri asteroidi di tipo S - classe a cui spettroscopicamente appartiene. Percorre un'orbita inclinata di circa 5° rispetto al piano dell'eclittica, mediamente eccentrica, che completa in 4 anni e 47 giorni, nella porzione intermedia della fascia degli asteroidi. È il prototipo della famiglia Astrea.
Sebbene non sia fisicamente rimarchevole, la sua scoperta, avvenuta 38 anni dopo quella di Vesta, ravvivò la ricerca di nuovi asteroidi nella metà dell'Ottocento.

## Osservazione
All'opposizione, Astrea raggiunge mediamente una magnitudine pari a 9,8 e in condizioni particolarmente favorevoli può raggiungere la nona grandezza. L'asteroide quindi non è mai visibile ad occhio nudo ed è osservabile con un telescopio di 50 mm di diametro o superiore.

## Storia delle osservazioni

### Scoperta

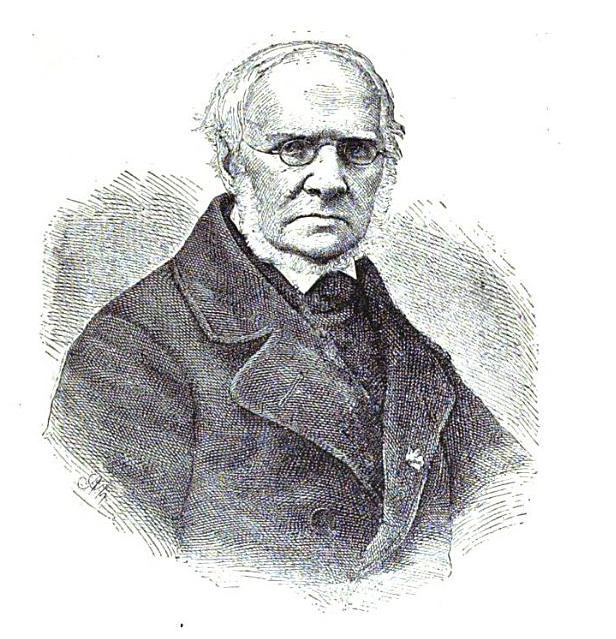
Karl Ludwig Hencke scoprì Astrea l'8 dicembre 1845.

Alla fine del Settecento, nell'ambito della comunità astronomica tedesca era avvertita l'importanza di verificare la correttezza della legge di Titius-Bode, magari individuando il pianeta da essa previsto tra le orbite di Marte e Giove. Per raggiungere tale obiettivo, nel 1787 von Zach aveva iniziato a redigere un catalogo delle stelle presenti in una fascia centrata sull'eclittica, ritenendo ciò necessario per individuare eventuali oggetti in movimento. Nove anni dopo, nel 1796, il tema fu oggetto di una conferenza convocata dallo stesso von Zach a Gotha, nel corso della quale Lalande gli suggerì di coinvolgere altri astronomi in una ricerca sistematica e ben pianificata. Il primo nucleo di questo gruppo di astronomi fu costituito da sei scienziati tedeschi che si riunirono presso l'osservatorio di Lilienthal, vicino a Brema, nel settembre del 1800: von Zach (indicato come segretario), Karl Harding, Johann Schröter (indicato come presidente), Heinrich Olbers, Freiherr von Ende e Johann Gildemeister. Si diedero il nome di "Polizia Celeste" (Himmelpolizei).
von Zach intendeva chiedere a Giuseppe Piazzi (e ad altri 17 astronomi europei) di partecipare alle attività di ricerca, ma prima che ciò avvenisse, il 1º gennaio 1801, l'astronomo palermitano individuò il primo asteroide, Cerere, nel corso di osservazioni di verifica del catalogo redatto da Lacaille che stava conducendo dall'osservatorio di Palermo. Un secondo asteroide, Pallade, fu scoperto il 28 marzo 1802 da Olbers che stava osservando Cerere da Brema. La ricerca che avrebbe dovuto confermare la legge di Titius-Bode aveva condotto in meno di due anni alla scoperta di due pianeti lì dove avrebbe dovuto essercene al più uno. Fu Olbers stesso, sorpreso dall'accaduto, ad avanzare l'ipotesi che i due oggetti fossero i frammenti di un unico pianeta preesistente, distrutto da un impatto astronomico o da un cataclisma interno.
Assumendo corretta questa congettura, risultava plausibile che esistessero altri frammenti, le cui orbite avrebbero presentato delle similitudini rispetto a quelle di Cerere e Pallade; in particolare, i nodi sarebbero venuti a trovarsi in due zone circoscritte della sfera celeste, approssimativamente entro le costellazioni della Vergine e della Balena. Nel 1804, Harding individuò Giunone nei Pesci, mentre, nel 1807, Olbers trovò Vesta nella Vergine. Le loro caratteristiche orbitali sembravano confermare la congettura iniziale e Olbers continuò ad osservare le stesse zone fino al 1816, senza trovare altro. Interruppe quindi le sue ricerche convinto che non ci fossero altri oggetti che potessero essere trovati. Con la morte di Schröter nello stesso anno, anche gli altri astronomi del gruppo cessarono le loro attività di ricerca. Ad aggravare la situazione, poi, c'erano state le Guerre napoleoniche, che avevano portato difficoltà agli astronomi tedeschi, anche con il danneggiamento di alcuni osservatori.
Nel 1821 Karl Ludwig Hencke, impiegato presso l'ufficio postale di Driesen, in Prussia, allestì un osservatorio astronomico privato presso la propria abitazione, acquistando un telescopio da Joseph von Fraunhofer. Dopo il suo ritiro dall'ufficio postale nel 1837 per motivi di salute, si dedicò pienamente all'attività astronomica, stabilendo contatti con Johann Franz Encke. Ricevette così delle copie delle Berliner Akademische Sternkarten, mappe del cielo realizzate presso l'osservatorio di Berlino contenenti tutte le stelle fino alla 9 magnitudine entro 15° dall'equatore. Per quindici anni, Hencke percorse i cieli, seguendo il moto degli asteroidi noti e integrando le mappe in suo possesso, con l'obiettivo di scoprire un nuovo pianeta.
Nella notte dell'8 dicembre 1845, Hencke stava eseguendo osservazioni di Vesta in una zona del cielo a lui ben nota nella costellazione del Toro, quando individuò un oggetto dall'aspetto stellare della nona magnitudine che non era presente nelle carte in suo possesso. Poiché le cattive condizioni meteorologiche gli avrebbero impedito di proseguire le osservazioni nei giorni seguenti, il 10 dicembre scrisse una nota a Johann Encke affinché l'osservatorio di Berlino potesse confermare la scoperta. Una conferma ottenuta il 14 dicembre condusse Encke a divulgare la notizia a Heinrich Schumacher il 15 dicembre. «Il nuovo pianeta fu osservato da Altona ed Amburgo il 17 dicembre; da Londra e Cambridge il 24; da Pulkovo il 26; da Bonn, il 2 gennaio; e successivamente da quasi tutti gli osservatori d'Europa». La scoperta di Astrea, seguita da quella di Ebe quasi un anno e mezzo dopo, invogliò numerosi altri astronomi a riprendere la ricerca degli asteroidi; ciò determinò un rapido incremento nel numero degli oggetti scoperti.
Karl Hencke invitò Johann Encke ad assegnare un nome all'asteroide, che fu così battezzato in onore della dea greca della Giustizia, Astrea, già identificata dai Greci nella costellazione della Vergine. Come per gli altri asteroidi scoperti precedentemente, ad Astrea fu assegnato un simbolo astronomico, , che rappresentava una bilancia. Tuttavia, nel 1851 (quando il numero di asteroidi scoperti raggiunse le 15 unità) Johann Encke propose l'adozione di un differente sistema di identificazione, suggerendo di utilizzare un numero corrispondente all'ordine di scoperta racchiuso in un circoletto, che fu rapidamente adottato nelle riviste scientifiche. Al crescere del numero degli asteroidi scoperti, si ricorse poi al numero tra parentesi tonde seguito dal nome, secondo l'uso odierno della designazione asteroidale.

### Osservazioni successive

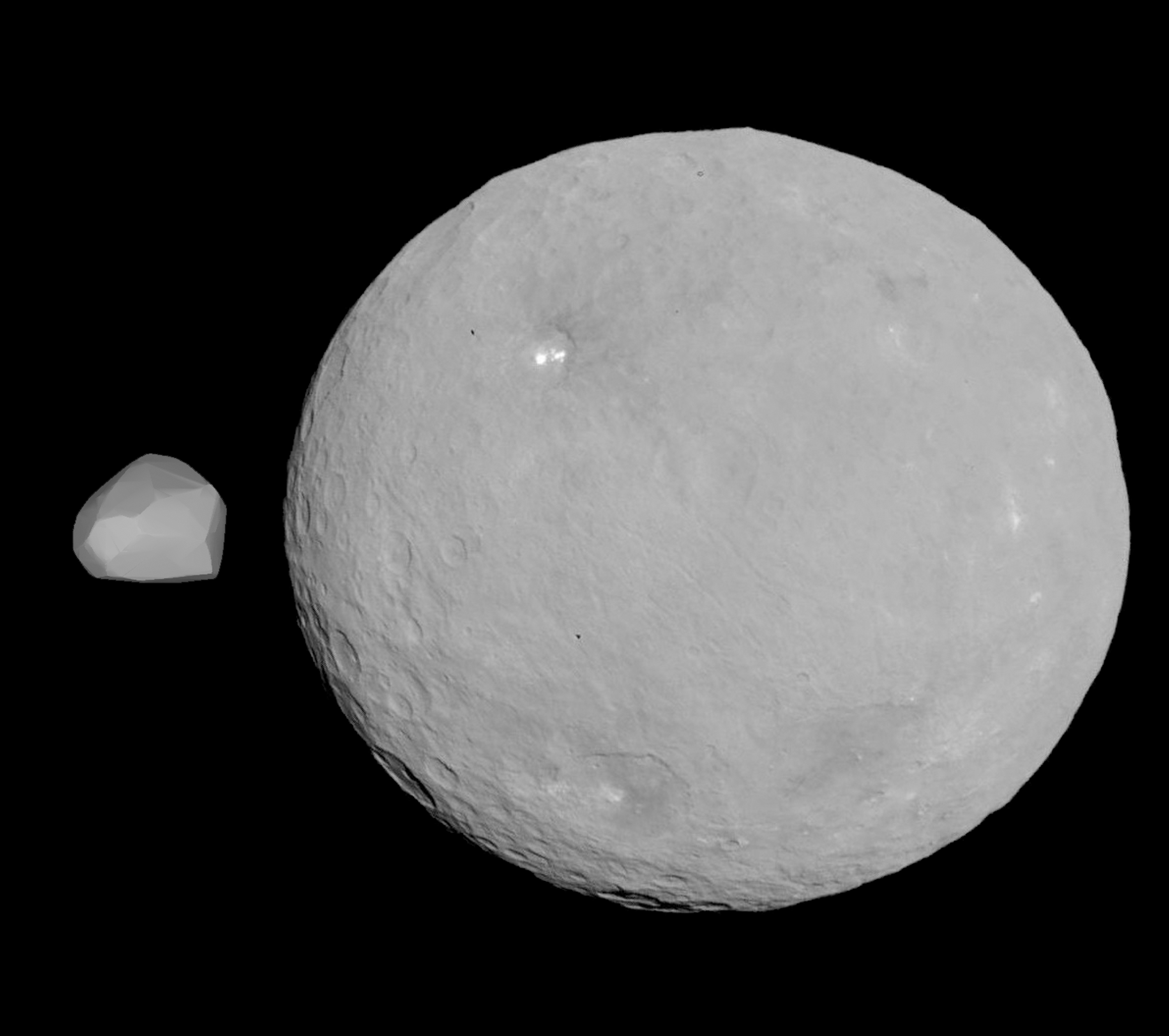
Confronto tra le dimensioni di Astrea (a sinistra) e di Cerere.

Astrea fu oggetto di osservazioni volte soprattutto a misurarne la posizione, in modo da determinarne l'orbita, e le dimensioni. Johann Encke calcolò una prima orbita già nei giorni seguenti alla scoperta. I dati relativi al nuovo pianeta non contraddicevano la congettura di Olbers sull'origine degli asteroidi, che ne risultò quindi rafforzata. Olbers, deceduto nel 1840, non poté tuttavia sapere che tra il 1808 e il 1816 avrebbe potuto essere lui l'artefice della scoperta, ma evidentemente «Astrea gli era scorsa davanti inosservata».
John Russell Hind, nel suo trattato The Solar System: Descriptive Treatise Upon the Sun, Moon, and Planets, Including an Account of All the Recent Discoveries del 1852, ben evidenzia le difficoltà incontrate nell'osservazione di Astrea negli anni seguenti alla sua scoperta:
(John Russell Hind, p. 121, 1852)
Nel 1847, due mesi dopo l'opposizione, Astrea raggiunse la dodicesima magnitudine, risultando osservabile solo attraverso i telescopi più potenti. Karl Christian Bruhns propose nel 1856 una prima stima del diametro di Astrea (valutato in circa 98 km) e di altri 39 asteroidi, desumendo le loro dimensioni dalla luminosità ed assumendo quale loro albedo una media di quelle dei pianeti esterni e delle loro lune maggiori. Come conseguenza di quest'ipotesi, i valori ottenuti risultarono tutti sottodimensionati. Seguendo una procedura sostanzialmente analoga e utilizzando come termine di paragone le misure del diametro di Cerere e Pallade ottenute da William Herschel e Johann von Lamont, Edward James Stone fornì nel 1867 valori alternativi per il diametro di 71 asteroidi (stimando quello di Astrea in 57 miglia, pari a circa 105 km) da dati osservativi di Norman Robert Pogson. Ad ogni modo, poiché tali stime si basarono su assunzioni errate, esse, così come altri valori indicati prima della seconda metà del Novecento, sono risultate nel loro complesso di scarsa accuratezza, sebbene nel caso specifico di Astrea si discostino meno dal valore reale rispetto a quanto accada nel caso di altri asteroidi.
Nel 1917, l'astronomo giapponese Kiyotsugu Hirayama si dedicò allo studio del moto degli asteroidi e, confrontandoli attraverso tre parametri orbitali (moto medio, inclinazione ed eccentricità), individuò cinque raggruppamenti, successivamente indicati come famiglie di asteroidi o famiglie Hirayama. Dirk Brouwer assegnò alcuni asteroidi alla famiglia Astrea (indicata come Gruppo 23 nel suo lavoro), dal nome dell'oggetto più grande del gruppo, nel 1951. Nel 1978, A. Carusi ed E. Massaro rianalizzarono in modo statistico i parametri orbitali di migliaia di asteroidi, individuando altri 34 membri della famiglia.
Nel 1921, Eugenio Padova fornì una prima stima del periodo di rotazione di Astrea in 7,27 ore; valore, tuttavia, ben lontano da quello effettivo. Una misura alquanto precisa del periodo di rotazione fu eseguita da Y. C. Chang e C. S. Chang, che ottennero un valore di 16,806 ore. Osservazioni successive hanno migliorato di poco questo valore. Tra queste, sono risultate molto accurate quelle eseguite da A. Erikson e P. Magnusson nel 1993, confermate da G. De Angelis nel 1995.
Nel 1971, David Allen suggerì che le dimensioni dei maggiori asteroidi potessero essere dedotte dalla misura delle loro emissioni nell'infrarosso. La tecnica fu adottata inizialmente sugli asteroidi più massicci, con osservazioni da Terra, e, successivamente al lancio del satellite IRAS nel 1983, in modo sistematico a tutti gli asteroidi noti, nell'ambito dell'IRAS Minor Planet Survey. Per Astrea, Edward F. Tedesco e colleghi dedussero un diametro medio di 119,07 ± 6,5 km. L'osservazione degli asteroidi della fascia principale nell'infrarosso è stata ripetuta negli anni duemiladieci con il Wide-field Infrared Survey Explorer lanciato nel 2009 dalla NASA e con AKARI della JAXA, ottenendo valori leggermente minori per le dimensioni di Astrea. Nel 2005, Astrea è stata osservata con il telescopio Keck II, che monta ottiche adattive; ciò ha permesso di ottenere un'idea di massima della sua forma, così come l'osservazione di alcune occultazioni stellari da parte dell'asteroide. Di particolare rilievo è stata quella del 2008 che ha permesso a Josef Ďurech e colleghi di identificare anche l'orientamento dell'asse di rotazione dell'asteroide tra le due soluzioni speculari compatibili con la sua curva di luce.
Negli anni ottanta, Astrea è stata oggetto sia di osservazioni radar (1983, 1987), ripetute poi nel 2012, sia di osservazioni nell'ultravioletto.

## Parametri orbitali e rotazione

In blu l'orbita di 5 Astraea, in rosso l'orbita dei pianeti interni e di Giove.

Astrea segue un'orbita compresa tra quelle di Marte e Giove, nella porzione intermedia della fascia degli asteroidi, che completa in 4,13 anni (4 anni e 47 giorni circa). L'orbita presenta un'inclinazione di 5,36° rispetto al piano dell'eclittica ed un'eccentricità di 0,191. Al perielio, l'asteroide è raggiunge una distanza dal Sole di poco superiore alle 2 UA, mentre all'afelio supera le 3 UA.
Astrea ruota in direzione prograda in 16,80061 ore, con il polo Nord puntato in direzione delle coordinate eclittiche (β, λ) = (40°, 126°).
Come detto, sono stati individuati diversi asteroidi che presentano parametri orbitali prossimi a quelli di Astrea, ovvero semiasse maggiore compreso tra 2,552 e 2,610 UA, inclinazione compresa tra 3,095 e 5,451° ed eccentricità tra 0,146 e 0,236, che sono stati raggruppati nella famiglia Astrea, dal nome del primo oggetto scoperto. La famiglia è di natura collisionale e raccoglie più di duemila membri, tutti dal diametro inferiore agli 8 km, salvo Astrea stessa.

## Formazione
La fascia principale degli asteroidi si compone di oggetti sopravvissuti, relativamente intatti, al processo di formazione del sistema solare, a differenza della maggior parte dei protopianeti del sistema interno che o si fusero tra loro per andare a costituire i pianeti terrestri, oppure furono espulsi dal sistema da Giove. Astrea si sarebbe formato quindi 4,57 miliardi di anni fa nella porzione esterna della fascia.

## Caratteristiche fisiche

### Massa e dimensioni

Dimensioni dei primi dieci asteroidi scoperti nella fascia principale confrontati con la Luna della Terra. Astrea è contraddistinto dal numero 5 al centro dell'immagine.

La massa di Astrea non è ancora stata determinata. Nel 2001, l'astronomo polacco G. Michalak ne ha assunto il valore pari a 1,5 × 10-12 M⊙, pari a 2,9 × 1018 kg, per stimare l'effetto perturbativo dovuto ad Astrea nel suo studio volto alla determinazione della massa di altri otto asteroidi. Stime eseguite da W. M. Folkner e colleghi del Jet Propulsion Laboratory nel 2009 hanno suggerito un valore pari a 2,38 ± 0,238 × 1018 kg. Infine, William Zielenbach nel 2011 ha indicato come migliore stima della massa dell'asteroide il valore di 4,327 ± 1,136 × 10-12 M⊙, pari a 8,604 ± 2,258 × 1018 kg, sebbene con una significatività del dato piuttosto incerta, pari a 4,09.
Il diametro medio di Astrea è stato stimato nel 2002 in 119,07 ± 6,5 km tramite osservazioni nell'infrarosso nell'ambito dell'IRAS Minor Planet Survey. Osservazioni ripetute con WISE hanno condotto nel 2011 a rivedere leggermente al ribasso le dimensioni di Astrea, stimate in 106,699 ± 3,140 km. Infine, osservazioni eseguite con il telescopio spaziale AKARI hanno fornito 110,8 ± 1,4 km. Un valore simile, 110 ± 14 km, è stato ottenuto da osservazioni nel visibile condotte con i telescopi Keck; mentre i dati raccolti nell'occultazione stellare del 2008 suggeriscono il valore di 115 ± 6 km. Questi valori indicano che Astrea è l'oggetto più piccolo tra i primi dieci asteroidi scoperti, seguito da Flora.
Astrea potrebbe presentare una densità prossima ai 3,7 × 103 kg/m³, valore prossimo a quello determinato per altri asteroidi rocciosi.

### Composizione
Informazioni parziali sulla composizione di Astrea sono state dedotte tramite l'analisi spettroscopica della sua superficie. Astrea appartiene alla classe degli asteroidi di tipo S, che si compongono di silicati di ferro e magnesio.

## Superficie
L'albedo geometrica è stata valutata pari a 0,2268 ± 0,027 nel corso dell'IRAS Minor Planet Survey e rivista in 0,274 ± 0,033 grazie alle osservazioni condotte nel corso della missione Neo-WISE. Astrea, cioè, riflette circa il 27% della luce solare incidente.
Sebbene le osservazioni condotte con i telescopi Keck abbiano permesso di risolvere la forma dell'asteroide, non hanno però consentito di individuare alcuna caratteristica presente sulla superficie.

### Libri
- (EN) John Russell Hind, Astræa, in The Solar System: Descriptive Treatise Upon the Sun, Moon, and Planets, Including an Account of All the Recent Discoveries, New York, G. P. Putnam, 1852,  pp. 120-121. URL consultato l'8 agosto 2015.
- (LA) C. Bruhns, De Planetis Minoribus inter Martem et Jovem circa Solem versantibus, Tesi di dottorato, Osservatorio di Berlino, 1856. URL consultato il 9 agosto 2015.
- (EN) Jürgen Hamel, Hencke, Karl Ludwig, in Thomas Hockey, Katherine Bracher, Marvin Bolt, Virginia Trimble, Richard Jarrell, JoAnn Palmeri, Jordan D. Marché, F. Jamil Ragep (a cura di), Biographical Encyclopedia of Astronomers, Springer Science & Business Media, 2007,  p. 481, ISBN 978-0-387-30400-7.
- (EN) Gerald North, Astronomy in Depth, Springer Science & Business Media, 2012, ISBN 978-0-85729-426-5.
- (EN) David A. Weintraub, Is Pluto a Planet?: A Historical Journey through the Solar System, Princeton University Press, 2014, ISBN 978-1-4008-5297-0.

### Articoli scientifici
- (EN) Karl Ludwig Hencke, Announcement of his discovery of Astræa, in Monthly Notices of the Royal Astronomical Society,, vol. 7, n. 3, 1846,  pp. 27-35. URL consultato il 6 ottobre 2015.
- (EN) Benjamin Silliman, James D. Dana (a cura di), The new planet Astræa, in The American Journal of Science and Arts, vol. 51, n. 3, 1846,  pp. 443-445. URL consultato il 21 ottobre 2015.
- (EN) Elias Loomis, The Discovery of Several Asteroids, in The recent progress of astronomy: especially in the United States, Harper, 1851,  pp. 60-71. URL consultato il 21 ottobre 2015.
- (EN) D. A. Allen, The method of determining infrared diameters, in T. Gehrels (a cura di), Physical Studies of Minor Planets, Washington, DC, NASA, 1971,  pp. 41-44, NASA SP–267. URL consultato l'11 agosto 2015.
- (EN) G. Michalak, Determination of asteroid masses. II. (6) Hebe, (10) Hygiea, (15) Eunomia, (52) Europa, (88) Thisbe, (444) Gyptis, (511) Davida and (704) Interamnia, in Astronomy and Astrophysics, vol. 374, 2001,  pp. 703-711, DOI:10.1051/0004-6361:20010731.
- (EN) Tedesco, E.F., Noah, P.V.; Noah, M.; Price, S.D., The Supplemental IRAS Minor Planet Survey (PDF), in The Astronomical Journal, vol. 123, n. 2, 2002,  pp. 1056-1085, DOI:10.1086/338320. URL consultato il 30 settembre 2011.
- (EN) Josef Ďurech et al., Asteroid models from combined sparse and dense photometric data, in Astronomy and Astrophysics, vol. 493, n. 1, 2009,  pp. 291-297, DOI:10.1051/0004-6361:200810393.
- (EN) J. Baer, S. R. Chesley, R. D. Matson, Astrometric Masses of 26 Asteroids and Observations on Asteroid Porosity, in The Astronomical Journal, vol. 141, n. 5, 2011, DOI:10.1088/0004-6256/141/5/143.
- (EN) Josef Ďurech et al., Combining asteroid models derived by lightcurve inversion with asteroidal occultation silhouettes (PDF), in Icarus, vol. 214, n. 2, 2011,  pp. 652-670, DOI:10.1016/j.icarus.2011.03.016. URL consultato il 9 settembre 2016 (archiviato dall'url originale il 3 marzo 2016).
- (EN) Joseph R. Masiero et al., Main Belt Asteroids with WISE/NEOWISE. I. Preliminary Albedos and Diameters, in The Astrophysical Journal, vol. 741, n. 2, 2011, DOI:10.1088/0004-637X/741/2/68.
- (EN) Joseph R. Masiero et al., Preliminary Analysis of WISE/NEOWISE 3-Band Cryogenic and Post-cryogenic Observations of Main Belt Asteroids, in The Astrophysical Journal Letters, vol. 759, n. 1, 2012,  p. L8, DOI:10.1088/2041-8205/759/1/L8.
- (EN) B.D. Warner, A.W. Harris e P. Pravec, The asteroid lightcurve database, in Icarus, vol. 202, 2009,  pp. 134-146, DOI:10.1016/j.icarus.2009.02.003. URL consultato il 27 dicembre 2017 (archiviato dall'url originale il 16 dicembre 2017). Aggiornato il 7 dicembre 2015.
- (EN) B. Carry, Density of asteroids, in Planetary and Space Science, vol. 73, n. 1, 2012,  pp. 98-118, DOI:10.1016/j.pss.2012.03.009. Accessibile anche su arXiv
- (EN) J. Hanuš, F. Marchis e J. Ďurech, Sizes of main-belt asteroids by combining shape models and Keck adaptive optics observations, in Icarus, vol. 226, n. 1, 2013,  pp. 1045-1057, DOI:10.1016/j.icarus.2013.07.023. URL consultato il 9 settembre 2016.
- (EN) A. Milani, A. Cellino, Z. Knežević, B. Novaković, F. Spoto e P. Paolicchi, Asteroid families classification: exploiting very large data sets, in Icarus, vol. 239, 2014,  pp. 46-73, DOI:10.1016/j.icarus.2014.05.039. URL consultato il 10 settembre 2016.